# 奇卡尼亚
奇卡尼亚（義大利語：Cicagna），是意大利热那亚省的一个市镇。总面积11.5平方公里，人口2624人，人口密度228.2人/平方公里（2009年）。ISTAT代码为010016。